# Зербо, Лассина
Лассина Зербо (фр. Lassina Zerbo; род. 10 октября 1963, Верхняя Вольта) — буркинийский политический и научный деятель.
Занимал должность премьер-министра с 2021 по 2022 год. До этого занимал должность исполнительного директора Организации Договора о всеобъемлющем запрещении ядерных испытаний. 24 января 2022 года Зербо был свергнут в результате государственного переворота.

## Биография

### Молодые годы, образование
Зербо получил докторскую степень по геофизике в Университете Парижа XI, Франция, в 1993 году.

### Начало карьеры
Карьера Зербо на международном уровне началась с должности геофизика-исследователя в BHP. Впоследствии он работал геофизиком в африканских программах компании, и проводил техническую экспертизу всем ее проектам по аэроэлектроразведке. Присоединившись к Anglo American в 1995 году, Зербо взял на себя роль главного геофизика отделения по Африке, одновременно руководя проектами исследований и разработок для большинства проектов компании в Африке, Азии и Австралии.
В качестве директора Международного центра данных (IDC), с 2004 по 2013 год был координатором по вопросам CTBT, связанным с ядерными испытаниями, проведенными Корейской Народно-Демократической Республикой в 2006, 2009 и 2013 годах. В 2011 и 2013 годах руководил успешным развертыванием виртуального центра использования данных ОДВЗЯИ (vDEC), который обеспечивает инновационную основу для взаимодействия с более широким научным сообществом. Это взаимодействие помогает гарантировать, что ОДВЗЯИ сохранит свое положение на переднем крае науки и техники, связанной с проверкой.

### Исполнительный секретарь ОДВЗЯИ
Зербо был избран Исполнительным секретарём в ноябре 2013 года и вступил в должность в августе 2014 г. Зербо известен тем, что выступил с рядом инициатив, включая создание в 2014 г. Группы видных деятелей (GEM), в которую вошли международно признанные деятели и эксперты. В 2016 году он объявил о создании Молодёжной группы ОДВЗЯИ, чтобы также привлечь молодое поколение к продвижению целей Договора.
Зербо обеспечил возобновление технического сотрудничества Китая с ОДВЗЯИ, что привело к сертификации первых пяти станций Международной системы мониторинга на территории Китая в период с 2016 по 2018 год. Зербо также заручился обязательством Кубы присоединиться к Договору, о котором было объявлено в 2019 году. Успех Комплексных полевых учений 2014 г. в Иордании, создание в 2019 году Центра технической поддержки и обучения (TeST) и успешное выполнение мандата Организации во время пандемии Covid-19 в 2020 году отражали возможности ОДВЗЯИ в рамках его руководство.
После цунами в Индийском океане в 2004 году Зербо возглавил технические обсуждения соглашения о технической помощи ОДВЗЯИ центрам предупреждения о цунами. Он был хранителем всей технически секретной информации организации, которая была вызвана после землетрясения, цунами и аварии на АЭС Фукусима в Японии в марте 2011 года.

### Премьер-министр Буркина-Фасо
10 декабря 2021 года Рок Марк Кристиан Каборе назначил Зербо новым премьер-министром Буркина-Фасо.

### Другая деятельность
- Международные гендерные чемпионы[англ.] (IGC), Член[7]
- Всемирный экономический форум (ВЭФ), сопредседатель Совета по глобальной повестке дня (GAC) по физической ядерной безопасности

### Награды
Зербо был выбран Американской ассоциацией содействия развитию науки для получения Премии за научную дипломатию 2018 года в знак признания его приверженности прекращению ядерных испытаний.
В знак признания его работы в ОДВЗЯИ и в области разоружения и ядерного распространения в целом, Зербо был удостоен награды «Человек года по контролю над вооружениями» Ассоциацией по контролю над вооружениями США в 2013 году.
В 2015 году он стал кавалером Национального ордена Буркина-Фасо за свою работу по сохранению мира и международной безопасности.
Он также был награждён Большим крестом чилийского ордена Бернардо О’Хиггинса в июне 2016 года.
В феврале 2017 года Зербо был награждён Президентской медалью по случаю 25-летия Республики Казахстан за лидерство в активизации усилий по ядерному нераспространению.
В августе 2017 года Зербо получил специальное почётное гражданство города Хиросима за свои инициативы по «сохранению, распространению и передаче» реальности атомных бомбардировок
В августе 2019 года Зербо был удостоен Назарбаевской премии Республики Казахстан за безъядерный мир и глобальную безопасность вместе с покойным директором Международного агентства по атомной энергии Юкией Амано.
В сентябре 2019 года он был награждён Орденом «За заслуги перед Республикой Мадагаскар» в знак признания его лидерства, его действий по наращиванию потенциала и продвижения многоязычия. Зербо также был назначен почетным профессором Автономного университета Санто-Доминго, Доминиканская Республика, в октябре 2019 года. В ноябре 2019 года Зербо, отмеченный за выдающийся вклад в ядерное разоружение и мир во всём мире, был удостоен награды Форума за ребрендинг Африки.
В 2021 году награждён наградой Министерства иностранных дел Российской Федерации «Нагрудный знак МИД России «За вклад в международное сотрудничество»».

## Личная жизнь
Зербо женат, имеет трёх дочерей.